# Cryptocheiridium lucifugum
Espèce
Cryptocheiridium lucifugum est une espèce de pseudoscorpions de la famille des Cheiridiidae.

## Distribution
Cette espèce est endémique du Selangor en Malaisie. Elle se rencontre dans les grottes de Batu.

## Description
Le mâle mesure 1,2 mm et la femelle 1,45 mm.

## Publication originale
- Beier, 1963 : Pseudoscorpione von den Batu-Hohlen in Malaya. Pacific Insects, vol. 5, no 1, p. 51-52 (texte intégral).